# Повода
Повода (словац. Povoda) — село в окрузі Дунайська Стреда Трнавського краю Словаччини. Площа села 6,01 км². Станом на 31 грудня 2015 року в селі проживало 917 жителів.

## Історія
Перші згадки про село датуються 1380 роком.

## Географія
Протікає канал Ґабчіково-Топольники.

## Населення
| Рік:            | 1994. | 2004.   | 2014.    | 2024.   |
| --------------- | ----- | ------- | -------- | ------- |
| Кількість осіб: | 724   | 788     | 901      | 968     |
| Різниця:        |       | +8,83 % | +14,34 % | +7,43 % |

| Рік:            | 2023. | 2024.   |
| --------------- | ----- | ------- |
| Кількість осіб: | 994   | 968     |
| Різниця:        |       | -2,61 % |